# Gabriel Flom
Gabriel Flom ou Battaglini est un joueur d'échecs français né le 27 janvier 1986, grand maître international depuis 2020.
Au 1er mai 2025, il est le trente-huitième joueur français en activité avec un classement Elo de 2 454 points.

## Biographie et carrière
Maître international depuis 2010, Flom a remporté :
- le tournoi B de l'Open Aeroflot 2017 avec 7 points sur 9 (première norme de grand maître international)[2] ;
- le championnat de la Francophonie en 2019 à Paris avec 7,5 points sur 9[3] ;
- l'open des rencontres du Cap-d'Agde 2019 (1er-5e avec 7 points sur 9, deuxième au départage) : deuxième norme de grand maître international ;
- le mémorial Yozef Dobkin à Herzliya avec 6 points sur 9 (troisième norme de grand maître international)[4].

Il obtient le titre de grand maître international en février 2020.